# Hyptidendron caudatum
Hyptidendron caudatum là một loài thực vật có hoa trong họ Hoa môi. Loài này được (Epling & Játiva) Harley mô tả khoa học đầu tiên năm 1988.